# ブラザーズRC
ブラザーズ・ラグビークラブ（英: Brothers Rugby Club）は、オーストラリア・クイーンズランド州ブリスベンのアルビオンを拠点とするラグビーユニオンチーム。クイーンズランド・プレミアラグビーに所属。

## 概要
1905年創設。
クイーンズランド州における最高峰リーグであるクイーンズランド・プレミアラグビーに所属。
同リーグにおいて、ユニヴァーシティ・オヴ・クイーンズランドRFCと共に、最も成功を収めているラグビーチームの1つ。

## 歴史
1905年、ブラザーズ・オールドボーイズ（Brothers Old Boys）の名称でクラブ創設。
1920年から1929年にかけてクイーンズランド州のラグビーユニオンが活動休止していたため、この間はラグビーリーグのプレミアシップ（BRL Premiership）に参加した。

## タイトル
2022年10月現在
- クイーンズランド・プレミアラグビー
  - 優勝 28回[注 2]：1907, 1911, 1912, 1913, 1915, 1919, 1926[注 3], 1946, 1949, 1950, 1951, 1953, 1959, 1966, 1968, 1971, 1973, 1974, 1975, 1978, 1980, 1981, 1982, 1983, 1984, 1987, 2009, 2016

## 歴代所属選手
- ジェームズ・オコーナー
- タニエラ・トゥポウ（ オーストラリア代表）
- セミセ・タラカイ